# Németi Pál
Németi Pál (Debrecen, 1758. február 6. – Debrecen, 1783. július 2.) református tanuló a debreceni kollégiumban, később nevelő, költő.

## Életútja
Németi Sámuel szabómester és Hunyadi Mária fia. Iskoláit szülővárosában járta és miután a latin és görög nyelvet megtanulta, 1773-ban fölvételt nyert a felső osztályba. Már ezen időben feltűnt latin verselésével. Miután 1779-ben elvégezte a felső osztályokat, 1780-ban Teleki József gróf meghívta nevelőül István és László fiaihoz Erdélybe, ahol 1783-ig működött, azonban ezen év május utazás közben Álmosdon súlyos betegségbe esett és július 2-án meghalt Debrecenben.
Költeménye az Orpheusban (II. 1790. Excellent. comiti Carolo Pálffy cum musas Debrecinas inviseret).

## Munkája
- Carmina Pauli Németi. Edidit Josephus Péczely. Debrecini, 1830. Rézmetszettel.